# 大阪府中河内府民センター

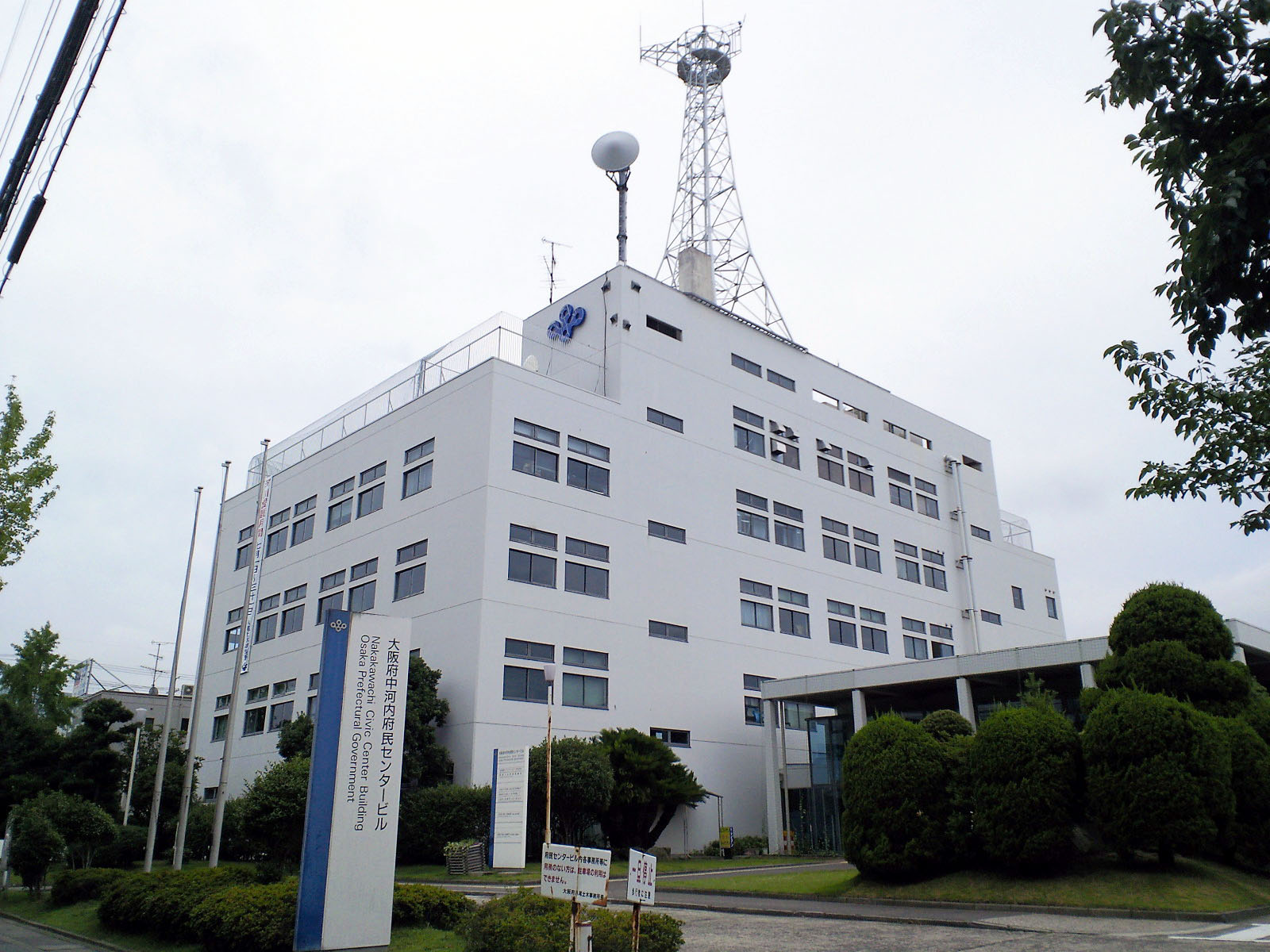
大阪府中河内府民センター

大阪府中河内府民センター（おおさかふなかかわちふみんセンター）は、大阪府八尾市荘内町2丁目1-36に所在する、大阪府の行政施設。

## 概要
窓口業務など地域ごとに行ったほうが効率のよい業務を担当する出先機関が入居している。

### 入居する主な出先機関
- 中部農と緑の総合事務所
- 八尾土木事務所

他に大阪府土地開発公社八尾支所も入居している。

### 入居しない出先機関
- 中河内府税事務所 - 東大阪市御厨栄町4丁目1-16に所在
- 東大阪子ども家庭センター - 東大阪市永和1丁目7-4に所在
- 八尾保健所 - 八尾市清水町1丁目2-5に所在

## 管轄市町村
- 大阪府中河内地域にあたる下記の3市。
  - 八尾市
  - 柏原市
  - 東大阪市
- 中部農と緑の総合事務所は大阪市と北河内地域も管轄する。